# Hilde Konetzni

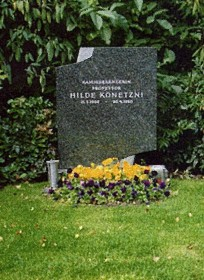
Tumba de Hilde

Kammersänger Hilde Konetzni fue una soprano dramática austríaca nacida el 21 de marzo de 1905 en Viena y fallecida el 20 de abril de 1980 en Viena. 
Su hermana Anny Konetzni fue una prominente soprano dramática aunque Hilde la aventajó en fama.
Estudio en el Conservatorio de Viena debutando como Sieglinde de La Valquiria de Wagner, papel con el que sería asociada toda su carrera. 
En Viena, Praga y París debutó como Donna Elvira y en Covent Garden (1938-39) y La Scala en 1950 bajo la dirección de Wilhelm Furtwängler.
En 1949 fue dirigida por Erich Kleiber en el Teatro Colón de Buenos Aires como la tintorera en Die Frau ohne Schatten y Donna Elvira en Don Giovanni protagonizado por Hans Hotter.
Se destacó como Agathe, Isolde, Brünnhilde, Elisabeth, Marschalin, Leonora, Chrysothemis y otras. 
Fue sumamente popular en Viena donde cantó hasta 1964 incluso participando en el estreno vienés de la ópera Lulú de Alban Berg protagonizada por Evelyn Lear en 1962.
Se despidió del escenario como la nodriza Filipevna en Eugenio Onegin.